# فينوس دولني فستونيتسي
فينوس دولني فستونيستي ( (بالتشيكية: Věstonická venuše)‏ تمثال فينوس، تمثال صغير من الخزف لأنثى عارية يرجع تاريخها إلى 29000-25000 قبل الميلاد (صناعة). عثر عليها في موقع العصر الحجري القديم دلوني فيستونيس في حوض مورافيا جنوب برنو. وتحديدا عند قاعدة جبل ديفين في ما يعرف اليوم بجمهورية التشيك. يعد هذا التمثال من أقدم القطع الخزفية معروفة في العالم. 

## وصف
يبلغ ارتفاعها 111 مليمتر (4.4 بوصة)، وبعرض 43 مليمتر (1.7 بوصة) عند أوسع نقطة لها، وهي مصنوعة من الطين وتم طبخها على درجة حرارة منخفضة نسبيًا (500-800 درجة مئوية).  يتبع التمثال الشكل العام لتماثيل فينوس الأخرى: اثداء كبيرة بشكل استثنائي، وبطن ووركين كبيرة، ورأس صغير نسبيًا وتفاصيل قليلة في باقي الجسم. الميزة التي لم تعد جزءًا من التمثال هي أنه يُعتقد أنه تم تزيينه في الأصل بأربعة ريش.  يتضح هذا من خلال الفتحات الأربعة الصغيرة الموجودة أعلى الرأس.  على الرغم من عدم معرفة نوع الريش، يتوقع أن الثقوب تم حفرها باستخدام أداة حادة نسبيًا - ولذا يفترض أنها ريش. 
خضعت مستوطنة Dolní Věstonice التي تعود للعصر الحجري القديم في مورافيا، وهي جزء من تشيكوسلوفاكيا في الوقت الذي بدأت فيه أعمال التنقيب المنظمة، والتي تقع الآن في جمهورية التشيك، للبحث الأثري المنتظم منذ عام 1924، بمبادرة من كاريل أبسولون. بالإضافة إلى تمثال فينوس، تم العثور على أشكال حيوانات ومنها: - دب، أسد، ماموث، حصان، ثعلب، وحيد القرن، بومة - وأكثر من 2000 كرة من الطين المحروق في Dolní Věstonice.
تم اكتشاف التمثال في 13 يوليو 1925 في طبقة من الرماد، وقد كانت مكسورة لجزئين.  بمجرد عرضها في متحف مورافيا في برنو، أصبحت الأن محمية ونادرًا ما تكون متاحة للجمهور. تم عرضها في المتحف الوطني في براغ من 11 أكتوبر 2006 حتى 2 سبتمبر 2007 كجزء من معرض Lovci mamutů ( The Mammoth Hunters ).    تم تقديمها في متحف مورافيا في برنو في معرض "فن ما قبل التاريخ في أوروبا الوسطى". وقد عادت إلى العهدة منذ يونيو 2009. 
يقوم العلماء بفحص التمثال بشكل دوري. وقد وجد التصوير المقطعي في عام 2004 بصمة إصبع لطفل يتراوح عمره بين 7 و 15 عامًا، البصمة قد طبعت على الطين قبل طبخه، مع ذلك لا يتوقع أنه الصانع الحقيقي للتمثال. 

## صالة عرض

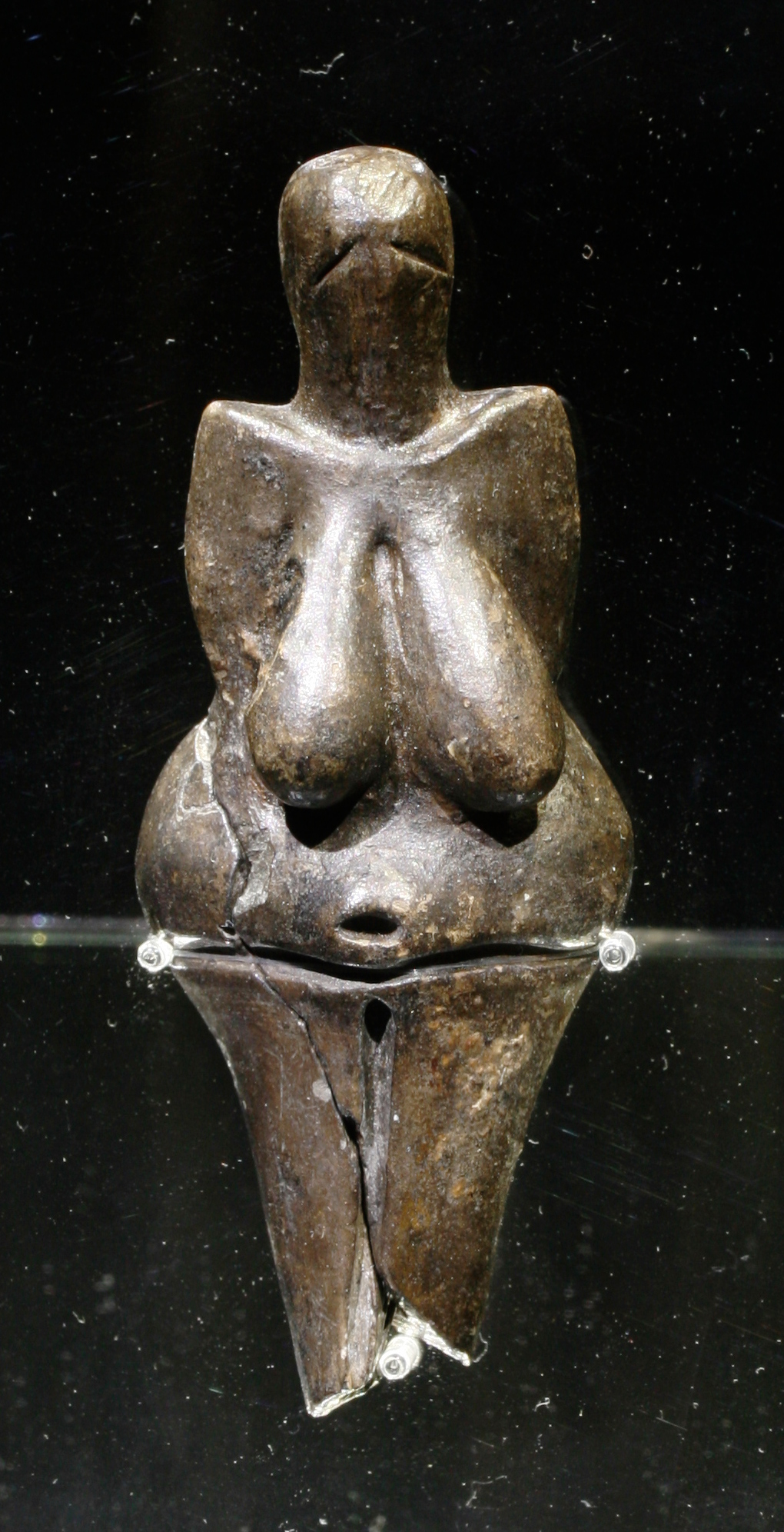
من الأمام
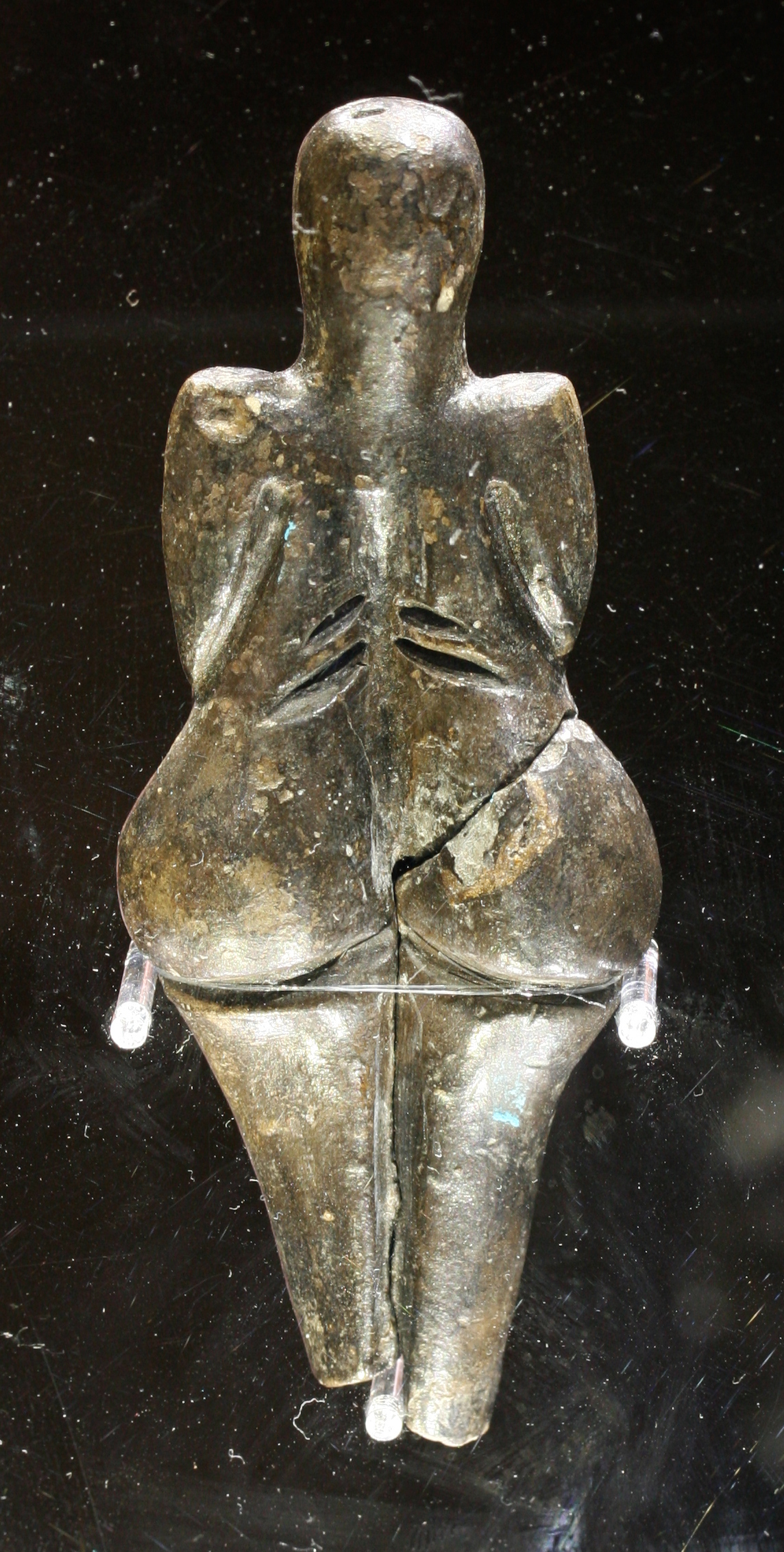
من الخلف
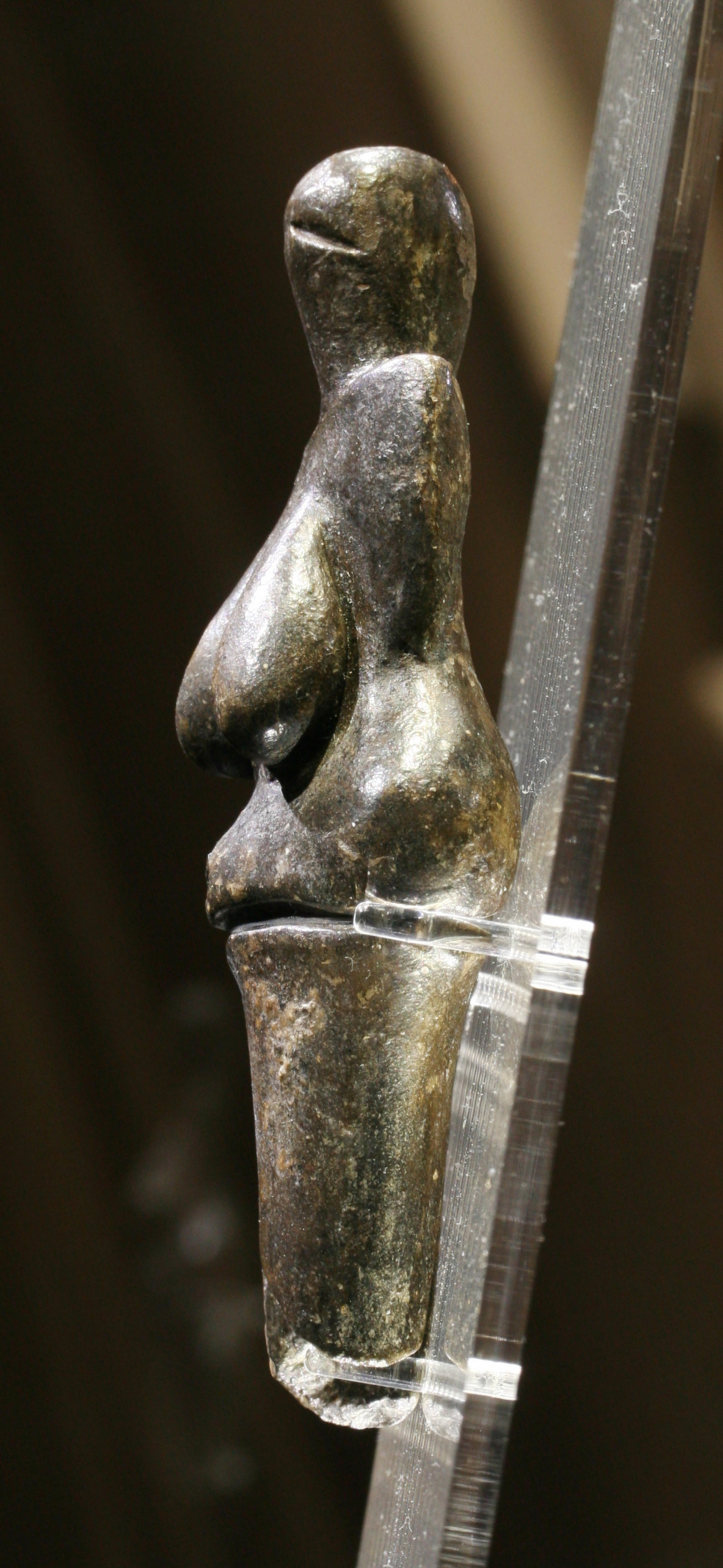
اليسار
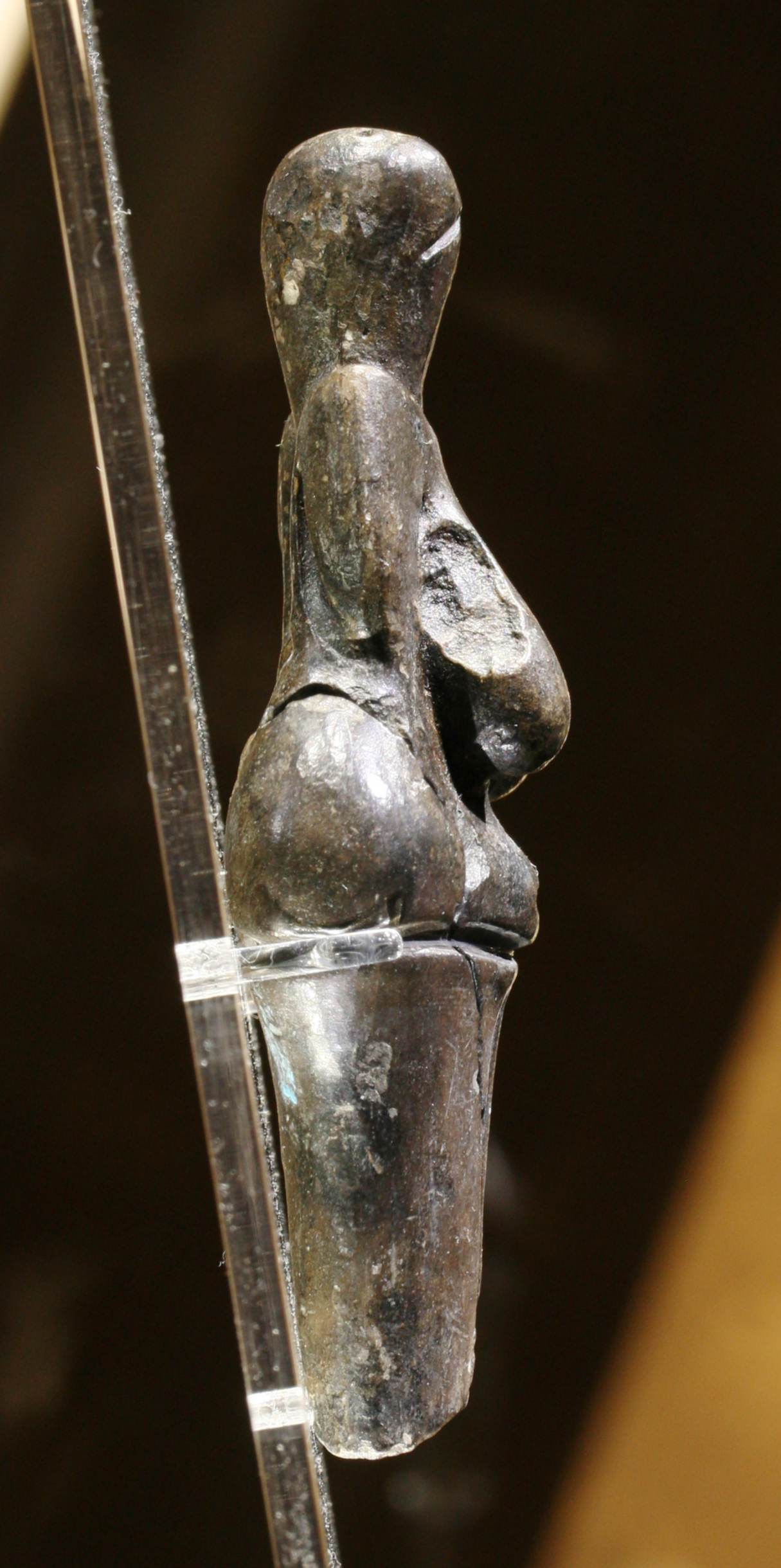
اليمين

## أنظر أيضا
- تماثيل فينوس
- فن العصر الحجري القديم الأعلى
- قائمة فن العصر الحجري
- فينوس هوهل فيلس
- فينوس بيتكوفيتش
- فينوس ويليندورف

1. ↑  The body used is the local راسب طفالي, with only traces of clay; there is no trace of surface burnishing or applied pigment. Pamela B. Vandiver, Olga Soffer, Bohuslav Klima and Jiři Svoboda, "The Origins of Ceramic Technology at Dolni Věstonice, Czechoslovakia", Science, New Series, 246, No. 4933 (November 24, 1989: pp. 1002–1008).
2. ↑  Vandiver، Pamela B.؛ Soffer، Olga؛ Klima، Bohuslav؛ Svoboda، Jiři (24 نوفمبر 1989). "The Origins of Ceramic Technology at Dolni Věstonice, Czechoslovakia". Science. ج. 246 رقم  4933. ص. 1002–1008. JSTOR:1704937.
3. 1 2 3  "Forensic analysis of the Dolni Vestonice figurine". bradshawfoundation.com. مؤرشف من الأصل في 2021-08-05. اطلع عليه بتاريخ 2021-08-05.
4. 1 2  Králík، Miroslav؛ Novotný، Vladimír؛ Oliva، Martin (2002)، "Fingerprint on the Venus of Dolní Věstonice I"، Anthropologie، Moravské zemské muzeum، ج. 40/2، ص. 107–113، ISSN:0323-1119، مؤرشف من الأصل في 2019-04-25، اطلع عليه بتاريخ 2007-03-24
5. ↑  Mammoth Hunters at the National Museum نسخة محفوظة June 11, 2007, على موقع واي باك مشين., information at the official website of the Czech Republic
6. ↑  Primal Bohemia, The Prague Post, October 18, 2006 نسخة محفوظة 2021-04-10 على موقع واي باك مشين.
7. ↑  Lovci mamutů نسخة محفوظة 2008-04-20 على موقع واي باك مشين., information on the web of the National Museum باللغة التشيكية
8. ↑  Venus of Dolní Věstonice and of Venus of Willendorf shown in Anthropos, Brno Now, June 26, 2009 نسخة محفوظة 2021-04-10 على موقع واي باك مشين.

معلومات عامة
- الجمعية الجغرافية الوطنية. عجائب العالم القديم. ناشيونال جيوغرافيك أطلس علم الآثار ، نورمان هاموند ، استشاري ، Nat'l Geogr. Soc. ، (مؤلفون متعددون من فريق العمل) ، (Nat'l Geogr. ، RHDonnelley & Sons ، Willard ، OH) ، 1994 ، 1999 ، Reg أو Deluxe Ed. ، 304 صفحة. نسخة فاخرة. صورة (ص 248): "فينوس ، دولني فيستونيس ، 24000 قبل الميلاد" في قسم بعنوان: فن الخزاف ، ص 246-253.

## روابط خارجية
- نظرة عامة نسخة محفوظة 2011-05-16 على موقع واي باك مشين. </link>
- صور فينوس وخزفيات أخرى
- التفاصيل والجدول الزمني
- Jihomoravske venuse - جنوب مورافيا فينوس - فيديو (2010)

قالب:Venus figurines